# Ravensburg
Ravensburg je grad u njemačkoj saveznoj pokrajini Baden-Württemberg. Nalazi se u blizini Bodenskog jezera.
Ravensburg je posebno poznat po slikovitom starom gradu.

## Gradovi partneri
Ravensburg ima ugovore o partnerstvu sa sljedećim gradovima:
- Montélimar
- Rivo
- Rhondda Cynon Taff
- Varaždin

## Vanjske poveznice
- Službena stranica (njem.)

### Ostali projekti
|  | Zajednički poslužitelj ima još gradiva o temi Ravensburg |